# Xã Richland, Quận Gasconade, Missouri
Xã Richland (tiếng Anh: Richland Township) là một xã thuộc quận Gasconade, tiểu bang Missouri, Hoa Kỳ. Năm 2010, dân số của xã này là 857 người.